# Franz Thannheimer
Franz Thannheimer (ur. 7 kwietnia 1904 w Oberstdorfie, zm. 27 czerwca 1971 tamże) – niemiecki skoczek narciarski, uczestnik zimowych igrzysk olimpijskich.
Thannheimer uczestniczył w Zimowych Igrzyskach Olimpijskich 1928 w Sankt Moritz. Był jednym z czterech skoczków z Niemiec, którzy wystartowali na igrzyskach w Szwajcarii.
Wystąpił tam w zawodach na skoczni normalnej K-66. W pierwszej serii skoczył na odległość 46,5 metra, a w drugiej poprawił się aż o dziewięć metrów. Niemiec zakończył konkurs z notą 15,333 pkt. (pierwszy sędzia dał mu notę 15,250 a drugi i trzeci dali mu 15,375 pkt.); zajął 17. miejsce na 38 skoczków, którzy wystąpili w konkursie. Franz Thannheimer był też kucharzem, gotował dla swych kolegów z reprezentacji w czasie ich przygotowań do igrzysk.
Thannheimer zajął 20. miejsce na Mistrzostwach Świata w Narciarstwie Klasycznym 1929. Skakał wówczas 48 oraz 48,5 metra (zdobył 196,4 pkt.).